# Starke Markoweigenschaft
Die starke Markoweigenschaft ist eine Eigenschaft, die einer Klasse von stochastischen Prozessen, genauer gesagt Markowprozessen zukommen kann, aber nicht muss. Somit ist sie der Wahrscheinlichkeitstheorie zuzuordnen. Die starke Markoweigenschaft ist eine Verschärfung der schwachen Markoweigenschaft, bei der ein deterministischer Zeitpunkt durch eine (zufällige) Stoppzeit ersetzt wird.

## Definition
Gegeben sei ein Markowprozess {\displaystyle (X_{t})_{t\in T}} mit Verteilungen {\displaystyle (P_{x})_{x\in E}} und Indexmenge {\displaystyle T}.
Der Prozess hat nun die starke Markoweigenschaft, wenn für jede beschränkte, {\displaystyle {\mathcal {B}}(E)^{\otimes T}}-{\displaystyle {\mathcal {B}}(\mathbb {R} )}-messbare Funktion {\displaystyle f\colon E^{\times T}\to \mathbb {R} } und für jede endliche Stoppzeit {\displaystyle \tau } und alle {\displaystyle x\in E} die Gleichung
{\displaystyle \operatorname {E} _{x}(f((X_{\tau +t})_{t\in T})|{\mathcal {F}}_{\tau })=\operatorname {E} _{X_{\tau }}(f(X))}
gilt.
Dabei ist {\displaystyle {\mathcal {F}}_{\tau }} die σ-Algebra der τ-Vergangenheit und man definiert
{\displaystyle \operatorname {E} _{X_{\tau }}(f(X)):=\int _{E^{\times T}}f(y)\kappa (X_{\tau },\mathrm {d} y)}.

## Für abzählbare Indexmengen
Bezeichnet man mit {\displaystyle {\mathcal {L}}_{x}} die Verteilung des Prozesses beim Start in {\displaystyle x}, so ist für abzählbare Indexmengen {\displaystyle T=\mathbb {N} } die starke Markoweigenschaft äquivalent zu
{\displaystyle {\mathcal {L}}_{x}((X_{\tau +t})_{t\in \mathbb {N} }|{\mathcal {F}}_{\tau })={\mathcal {L}}_{X_{\tau }}((X_{t})_{t\in \mathbb {N} })}
für alle endlichen Stoppzeiten {\displaystyle \tau }. In diesem Fall lässt sich beweisen, dass die starke Markoweigenschaft bereits aus der schwachen Markoweigenschaft folgt.